# Kriaunos
Kriaunos è una città del distretto di Rokiškis della contea di Panevėžys, nel nord-est della Lituania. Secondo una censimento del 2011, la popolazione ammonta a 358 abitanti.
È 9 km a sud di Obeliai e 25 km a sud est di Rokiškis. È altresì poco distante dal lago Sartai. Costituisce il centro abituato più popoloso dell’omonima seniūnija.

## Storia

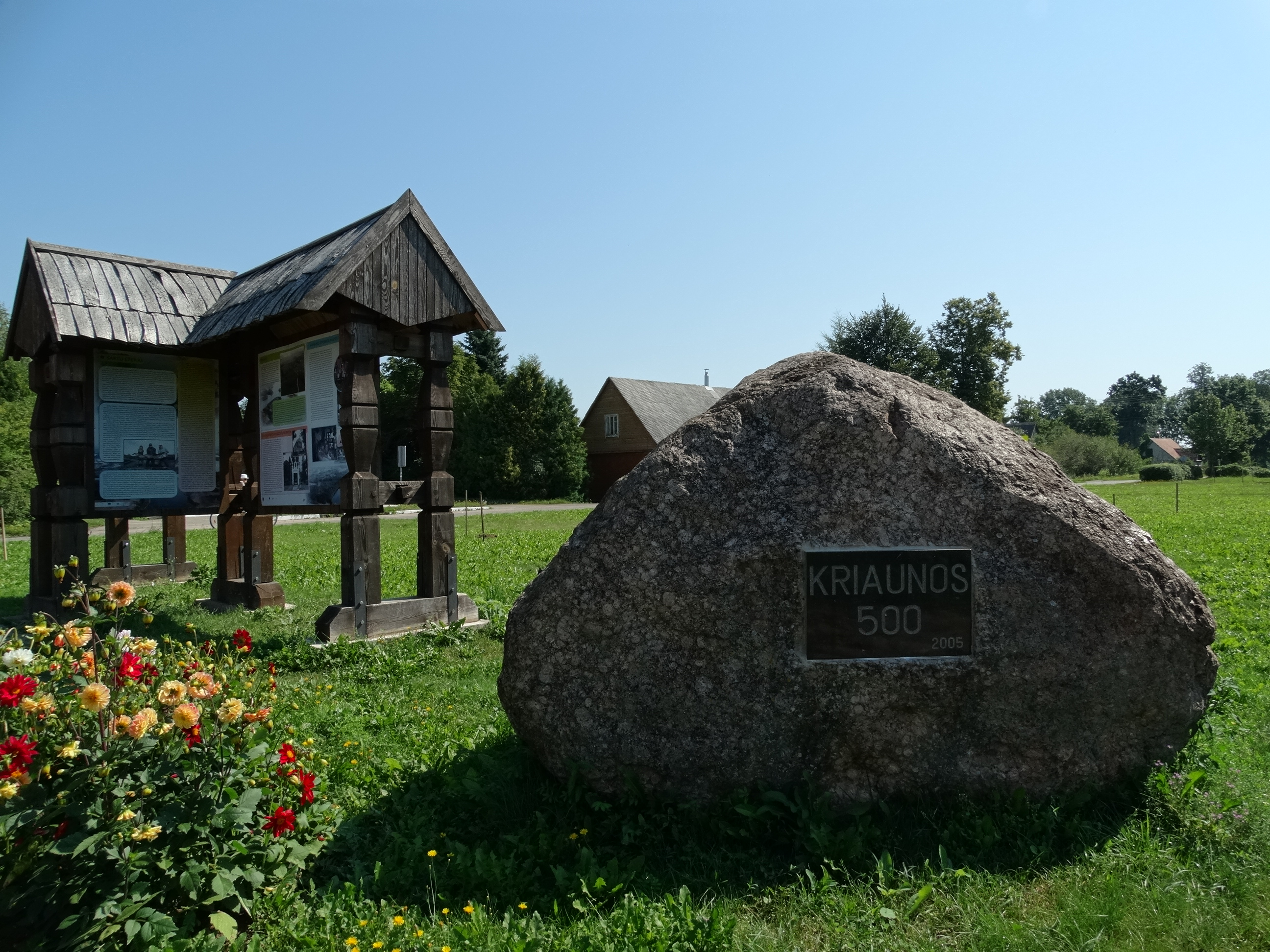
Memoriale posto nel 2005 per i 500 anni dalla fondazione dell’insediamento

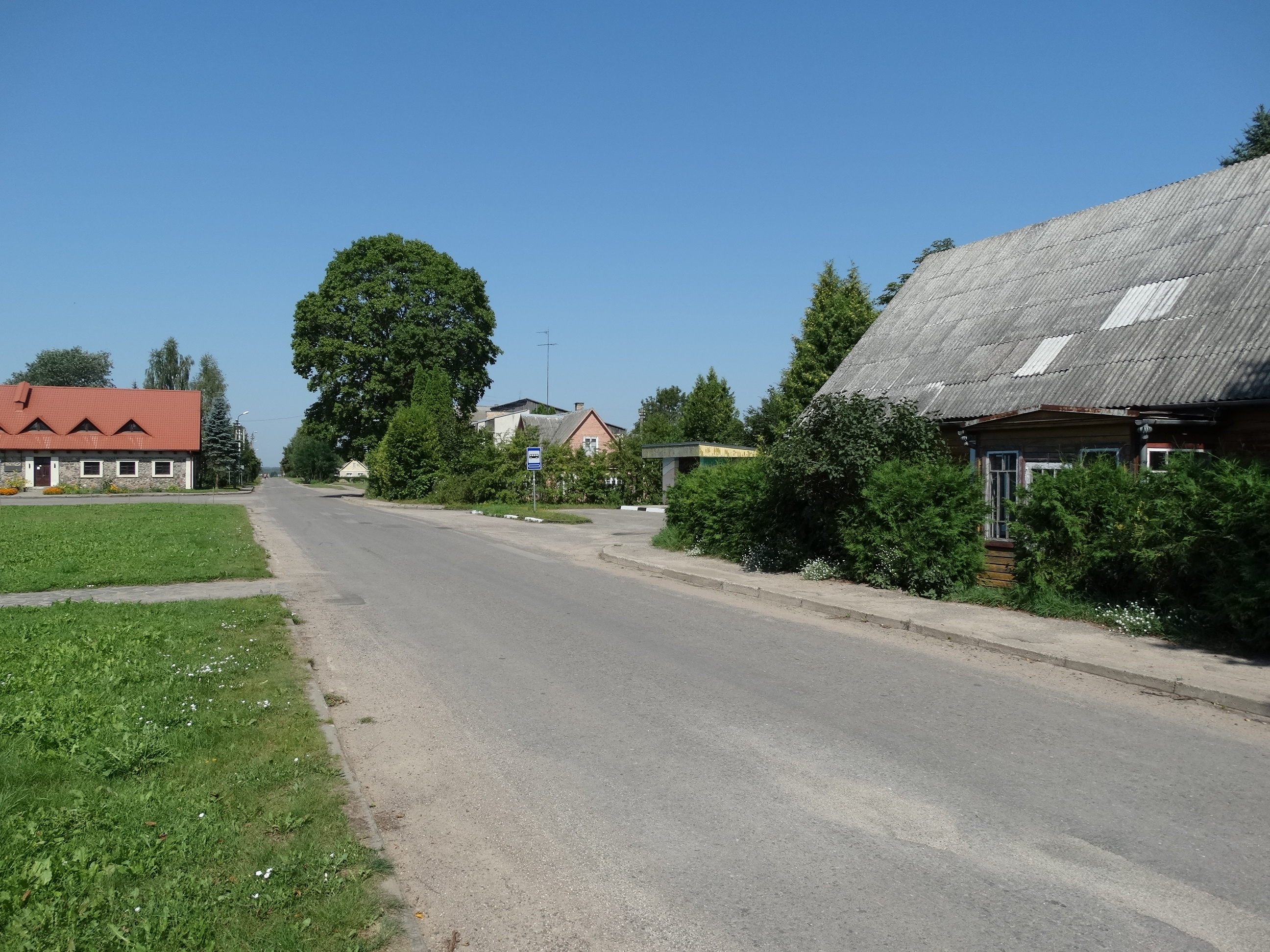
Strada cittadina

Il villaggio fu menzionato per la prima volta nel 1505 e figurava tra i possedimenti di Mikołaj VII Radziwiłł.  Una chiesa in legno fu costruita tra il 1684 e il 1688 con una pianta a croce greca. Divenne parrocchia riconosciuta a tutti gli effetti all’inizio del secolo successivo: nel 1776 fu istituita una scuola religiosa.
In occupazione sovietica delle repubbliche baltiche iniziò ad acquisire rilevanza a seguito della costruzione di una biblioteca (1951). Nel 1991 fu aperto un museo di storia, oltre ad essere messo su un monumento nel cimitero in memoria dei partigiani lituani.